# Natascha Rusnachenko
Natascha Rusnachenko (* 13. Mai 1969 in Tiraspol, Moldauische Sozialistische Sowjetrepublik) ist eine aus der Sowjetunion stammende Handballtorhüterin, die heute eine österreichische Staatsbürgerin ist.
Natascha Rusnachenko wuchs in einfachen Verhältnissen in der UdSSR (im heutigen Moldawien) auf. Mit dem Nationalteam der UdSSR gewann sie zweimal die Handball-Junioren-Weltmeisterschaft sowie eine Bronzemedaille bei den Olympischen Spielen 1988.
Anfang der 1990er Jahre wechselte sie die Staatsbürgerschaft und zog mit ihrem Mann nach Bad Vöslau. Anschließend spielte sie bei den österreichischen Vereinen Hypo Niederösterreich, McDonald’s Wiener Neustadt und WAT Fünfhaus. Im Jahr 2008 beendete Natascha Rusnachenko ihre Karriere.
Heute ist Natascha Rusnachenko als Betreuerin im Sportinternat in der Südstadt tätig. Gelegentlich spielte sie auch noch in der Handball Liga Austria für Hypo Niederösterreich. Zuletzt kam Rusnachenko am 23. Mai 2009 im WHA-Meisterschaftsfinale zwischen Hypo und Hypo 2 für einige Minuten zum Einsatz.
Sie hat zwei Söhne, darunter Michael Miskovez, und wohnt heute in Sooß bei Wien.

## Erfolge
- 1988: Olympische Bronzemedaille mit der Sowjetunion
- 1987 & 1989: Junioren-Weltmeisterin mit der Sowjetunion
- 2× Champions-League-Sieger mit Spartak Kiew
- 7× Champions-League-Sieger mit Hypo Niederösterreich (1990, 1992, 1993, 1994, 1995, 1998, 2000)